# Perrancey-les-Vieux-Moulins
Perrancey-les-Vieux-Moulins is een gemeente in het Franse departement Haute-Marne (regio Grand Est) en telt 262 inwoners (1999). De plaats maakt deel uit van het arrondissement Langres.

## Geografie
De oppervlakte van Perrancey-les-Vieux-Moulins bedraagt 16,9 km², de bevolkingsdichtheid is 15,5 inwoners per km².
De onderstaande kaart toont de ligging van Perrancey-les-Vieux-Moulins met de belangrijkste infrastructuur en aangrenzende gemeenten.

## Demografie
Onderstaande figuur toont het verloop van het inwonertal (bron: INSEE-tellingen).

1. ↑  Populations de référence 2022.